# Burttia (Plantae)
Burttia, monotipski biljni rod iz porodice Connaraceae, dio reda Oxalidales. 
Jedina vrsta je B. prunoides, grm ili manje stablo iz Zambije i Tanzanije. Naraste do 4 metra visine. Mlade grane isprva su dlakave, kasnije postaju gole.
Rod je opisan u Journal of Botany, British and Foreign 69: 249. 1931.